# Lída Hynková
Lída Hynková, jinak též Ludmila Hynková, rozená Ludmila Bobková (14. července 1908, Jaroměřice nad Rokytnou – 9. října 1988, Praha) byla česká právnička a malířka.

## Biografie
Ludmila Hynková se narodila v roce 1908 v Jaroměřicích nad Rokytnou, brzy po narození se odstěhovala do Břeclavi, kde absolvovala obecnou školu a gymnázium, následně nastoupila na Právnickou fakultu Karlovy univerzity v Praze, kterou však musela z důvodu uzavření vysokých škol během druhé světové války přerušit. Během války se věnovala malbě a soukromě studovala malířství u Jana Čarty, Bedřicha Hosera, Václava Radimského a Jakuba Obrovského. Po znovuotevření vysokých škol dokončila studium a získala doktorát práv. Již během studia malovala a také vystavovala a tak se místo praktikování práva začala věnovat malbě. V roce 1948 se stala členkou slovenského horolezeckého klubu JAMES a také se stala členkou spolku výtvarných umělců Marold. Věnovala se tak malbě tatranských krajinných motivů a horolezectví. V roce 1970 získala pamětní medaili za rozvoj národní kultury a o rok později získala za propagaci Vysokých Tater pamětní medaili klubu James. Mezi lety 1974 a 1979 se věnovala cestování, studijně navštívila Maďarsko, Rakousko, Polsko, Rumunsko, Švýcarsko, Francii, SSSR, Dánsko, Nepál a další, na všech těchto místech se věnovala malbě. Později onemocněla a věnovala se práci ve svazu invalidů.
Působila v Praze, Vysokých Tatrách, Kolíně a Jaroměřicích nad Rokytnou.

## Ocenění
- Pamětní medaile za rozvoj národní kultury, 1970
- Pamětní medaile klubu JAMES za propagaci Vysokých Tater, 1971
- Pamětní medaile Starého Smokovce za malířské dílo s tatranskou tematikou, 1978
- Čestný odznak Svazu invalidů "Za zásluhy"
- V roce 1969 byla oceněna při příležitosti setkání ke 40 letům od smrti Otokara Březiny, kdy obdržel pamětní medaili ke 100. výročí narození Otokara Březiny.[5]

## Výstavy

### Autorské
- 1966, Podtatranské múzeum, Poprad (Ludmila Hynková)
- 1968, Jaroměřice nad Rokytnou[3]
- 1978, Tatranská galéria, Horný Smokovec, Vysoké Tatry (Lída Hynková: Tatranské motívy)
- 1980, Tatranská galéria, Horný Smokovec, Vysoké Tatry (Lída Hynková: Vysokohorské motivy)
- 1983, Zámek Jaroměřice nad Rokytnou, Jaroměřice nad Rokytnou (Lída Hynková: Obrazy)
- 1985, Dům kultury SONP Kladno, Kladno (Lída Hynková: Horské motivy)
- 1985, Výstavní síň společenského domu Vltava, Kralupy nad Vltavou (Lída Hynková: Obrazy)
- 1987, Vlastivedné múzeum, Topoľčany (Dr. Lída Hynková: Obrazy)
- 1988, Dům slovenské kultury, Praha 1 (Lída Hynková: Obrazy Vysokých Tatier)
- 1998, Jaroměřice nad Rokytnou[3]

### Kolektivní
- 1981, Galerie výtvarného umění v Chebu, Cheb (Lída Hynková, Jiří Altmann, JIndřich Wielgus)
- 1984, Středočeská galerie, Praha (3. členská výstava středočeských výtvarníků)
- 1986, Galerie výtvarného umění v Chebu, Cheb (Přírůstky do sbírek za léta 1981-1985)
- 2006, Paços de Concelho, Sintra (Tatry v umění / Tatras in Arts)
- 2007, Praha (Tatry v umění)